# Doxocopa cretacea
Doxocopa cretacea är en fjärilsart som beskrevs av Johannes Karl Max Röber 1916. Doxocopa cretacea ingår i släktet Doxocopa och familjen praktfjärilar. Inga underarter finns listade i Catalogue of Life.